# زیکو (خواننده رپ)
وو جی-هو (به کره‌ای: 우지호؛ زادهٔ ۱۴ سپتامبر ۱۹۹۲) که با نام هنری زیکو (به انگلیسی: Zico، کره‌ای: 지코) شناخته می‌شود، رپر، تهیه‌کننده موسیقی، خواننده و ترانه‌سرای اهل کره جنوبی است. زیکو فعالیت حرفه‌ای خود را به عنوان لیدر گروه پسرانه بلاک بی در سال ۲۰۱۱ آغاز کرد و اولین اجرای انفرادی خود را در سال ۲۰۱۴ منتشر کرد.